# أوليفوس

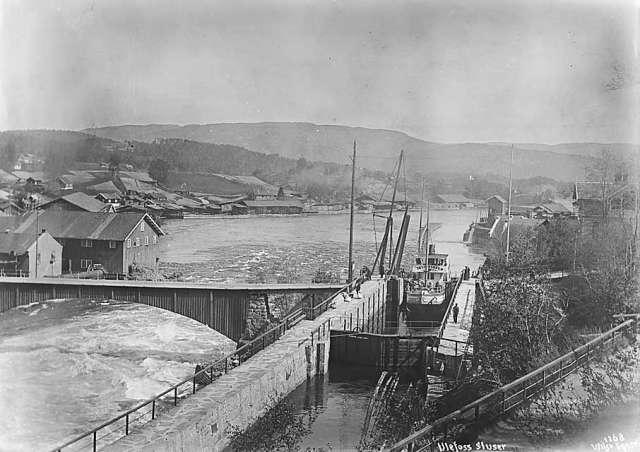
قناة بانداك-نورشو في أوليفوس عام 1902.

أوليفوس هي قرية والمركز الإداري لبلدية نومه النرويجية. يبلغ عدد سكانها 2,313 نسمة حسب إحصائيات عام 2014.